# RAISE INSIGHT
「RAISE INSIGHT」（レイズ インサイト）は、WANDSの楽曲である。2023年5月17日にD-GOから通算20枚目のシングルとして発売された。
また、本作と同日に第5期WANDSとしては「WANDS Streaming Live 〜BURN THE SECRET〜」以来となる映像作品「WANDS Live Tour 2022 〜FIRST ACT 5th period〜」が発売された。

## 概要
2023年2月27日に読売テレビ・日本テレビ系アニメ『名探偵コナン』の新しいオープニングテーマとして新曲「RAISE INSIGHT」が3月25日の放送回より使用されると発表された。使用期間は同年10月21日まで。WANDSの楽曲が同アニメのオープニングに使用されるのは、「真っ赤なLip」、「YURA YURA」に続いて3作目である。
4月8日に、シングルの正式な発売日が5月17日になると告知された。
本楽曲のフルサイズは、FM802「FM802 FRIDAY Cruisin' Map!!」の4月14日放送分にて初めてオンエアされた。
これまで恒例となっていたWANDSの過去の楽曲の第5期によるカヴァーヴァージョンの収録はなかったが、「「今日、ナニカノハズミデ生きている」」以来となるオフヴォーカルヴァージョンが収録された。
シングル『RAISE INSIGHT』は、Billboard Japan Top Singles Salesで初登場15位、オリコン週間シングルランキングで初登場9位を記録した（後述）。

## リリース
名探偵コナン盤と通常盤の2形態。それぞれ特典blu-rayが付属しており、名探偵コナン盤にはテレビアニメ『名探偵コナン』の「真っ赤なLip」「YURA YURA」「RAISE INSIGHT」のノンクレジットオープニングが、通常盤には2022年12月6日に開催された「ROCK BONDZ -WANDS×BREAKERZ-」のZepp Haneda公演より「Burning Free」「真っ赤なLip」「愛を叫びたい」のライヴ映像が収録されている。
| 盤             | 対象店舗     | 特典内容                                                                          | 出典   |
| -------------- | ------------ | --------------------------------------------------------------------------------- | ------ |
| 名探偵コナン盤 | 特定の店舗   | 名探偵コナン絵柄クリアファイル（A5サイズ）                                        | [ 12 ] |
| 通常盤         | 特定の店舗   | WANDSオリジナルクリアファイル（A5サイズ）                                         | [ 12 ] |
| 通常盤         | Musing       | Musingオリジナル特典 メンバーサイン（プリント）入りアーティストカード（A5サイズ） | [ 12 ] |
| 通常盤         | 楽天ブックス | 楽天ブックスオリジナル特典 タイトルロゴ入り缶バッジ（Φ57mm）                      | [ 12 ] |

| 地域     | 店舗                               | 出典   |
| -------- | ---------------------------------- | ------ |
| ECサイト | タワーレコードオンライン           | [ 12 ] |
| ECサイト | Musing                             | [ 12 ] |
| ECサイト | TSUTAYA オンラインショッピング     | [ 12 ] |
| ECサイト | HMV&BOOKSオンライン                | [ 12 ] |
| ECサイト | セブンネットショッピング           | [ 12 ] |
| 全国     | タワーレコード全店                 | [ 12 ] |
| 全国     | HMV全店                            | [ 12 ] |
| 北海道   | コーチャンフォー釧路店             | [ 12 ] |
| 北海道   | コーチャンフォーミュンヘン大橋店   | [ 12 ] |
| 北海道   | コーチャンフォー新川通り店         | [ 12 ] |
| 北海道   | コーチャンフォー旭川店             | [ 12 ] |
| 北海道   | コーチャンフォー北見店             | [ 12 ] |
| 北海道   | 函館 蔦屋書店                      | [ 12 ] |
| 東北     | アメリカンウェーブ 北上店          | [ 12 ] |
| 東北     | TSUTAYA 桑野店                     | [ 12 ] |
| 関東     | 紀伊國屋書店前橋店                 | [ 12 ] |
| 関東     | 紀伊國屋書店さいたま新都心店       | [ 12 ] |
| 関東     | 紀伊國屋書店流山おおたかの森店     | [ 12 ] |
| 関東     | SHIBUYA TSUTAYA                    | [ 12 ] |
| 関東     | 買取販売市場ムーランAKIBA          | [ 12 ] |
| 関東     | 新星堂横浜ジョイナス店             | [ 12 ] |
| 中部     | Joshin長岡愛宕店ディスクピア       | [ 12 ] |
| 中部     | サウンドエース                     | [ 12 ] |
| 中部     | 紀伊國屋書店富山店                 | [ 12 ] |
| 中部     | トオンミュージック 魚津店          | [ 12 ] |
| 中部     | トオンミュージック ファボーレ店    | [ 12 ] |
| 中部     | Joshin富山本店ディスクピア         | [ 12 ] |
| 中部     | トオンミュージック イオンかほく店  | [ 12 ] |
| 中部     | 勝木書店KaBoSベル店                | [ 12 ] |
| 中部     | 平安堂川中島店                     | [ 12 ] |
| 中部     | 平安堂座光寺店                     | [ 12 ] |
| 中部     | 平安堂伊那店                       | [ 12 ] |
| 中部     | TSUTAYA 藤枝瀬戸新屋店             | [ 12 ] |
| 近畿     | Joshin 日本橋店 2F ディスクピア    | [ 12 ] |
| 近畿     | Joshin岸和田店ディスクピア         | [ 12 ] |
| 近畿     | 新星堂明石ヨーカドー店             | [ 12 ] |
| 近畿     | Joshin郡山店ディスクピア           | [ 12 ] |
| 近畿     | TSUTAYA WAY ガーデンパーク和歌山店 | [ 12 ] |
| 中四国   | TSUTAYA 角盤町店                   | [ 12 ] |
| 中四国   | 紀伊國屋書店ゆめタウン徳島店       | [ 12 ] |
| 九州     | エトウ南海堂                       | [ 12 ] |
| 九州     | ブックスミスミ オプシア            | [ 12 ] |

| 地域     | 店舗                                    | 出典   |
| -------- | --------------------------------------- | ------ |
| ECサイト | タワーレコードオンライン                | [ 12 ] |
| ECサイト | TSUTAYA オンラインショッピング          | [ 12 ] |
| ECサイト | HMV&BOOKSオンライン                     | [ 12 ] |
| ECサイト | セブンネットショッピング                | [ 12 ] |
| 全国     | タワーレコード全店                      | [ 12 ] |
| 全国     | HMV全店                                 | [ 12 ] |
| 北海道   | コーチャンフォー美しが丘店              | [ 12 ] |
| 北海道   | コーチャンフォー釧路店                  | [ 12 ] |
| 北海道   | コーチャンフォーミュンヘン大橋店        | [ 12 ] |
| 北海道   | コーチャンフォー新川通り店              | [ 12 ] |
| 北海道   | コーチャンフォー旭川店                  | [ 12 ] |
| 北海道   | コーチャンフォー北見店                  | [ 12 ] |
| 北海道   | 函館 蔦屋書店                           | [ 12 ] |
| 東北     | 成田本店 しんまち店                     | [ 12 ] |
| 東北     | M'S EXPO 盛岡店                         | [ 12 ] |
| 関東     | 紀伊國屋書店前橋店                      | [ 12 ] |
| 関東     | 新星堂新越谷駅ビル店                    | [ 12 ] |
| 関東     | 紀伊國屋書店流山おおたかの森店          | [ 12 ] |
| 関東     | SHIBUYA TSUTAYA                         | [ 12 ] |
| 関東     | 新星堂横浜ジョイナス店                  | [ 12 ] |
| 中部     | Joshin長岡愛宕店ディスクピア            | [ 12 ] |
| 中部     | サウンドエース                          | [ 12 ] |
| 中部     | トオンミュージック ファボーレ店         | [ 12 ] |
| 中部     | Joshin富山本店ディスクピア              | [ 12 ] |
| 中部     | トオンミュージック イオンかほく店       | [ 12 ] |
| 近畿     | Joshin 日本橋店 2F ディスクピア         | [ 12 ] |
| 近畿     | 紀伊國屋書店アリオ鳳店                  | [ 12 ] |
| 近畿     | Joshin岸和田店ディスクピア              | [ 12 ] |
| 近畿     | Joshin郡山店ディスクピア                | [ 12 ] |
| 中四国   | 今井書店 吉成店サウンドスタジアム       | [ 12 ] |
| 中四国   | 今井書店グループセンター店STUDIO WONDER | [ 12 ] |
| 中四国   | 紀伊國屋書店ゆめタウン徳島店            | [ 12 ] |
| 九州     | 新星堂ゆめタウン光の森店                | [ 12 ] |
| 九州     | エトウ南海堂                            | [ 12 ] |
| 九州     | ブックスミスミ オプシア                 | [ 12 ] |

名探偵コナン盤か通常盤のいずれかとLIVE Blu-ray「WANDS Live Tour 2022 〜FIRST ACT 5th period〜」を購入することでプレゼントがもらえる連動応募特典も企画された。応募の期間は2023年5月16日から同年5月31日まで。
| 賞             | 特典内容                                                                       | 備考 | 出典          |
| -------------- | ------------------------------------------------------------------------------ | --- | ------------- |
| 全員プレゼント | WANDS SPECIAL MOVIE「世界が終るまでは…［WANDS第5期ver.］」MVメイキング映像視聴 | | [ 12 ] [ 14 ] |
| Live賞         | 「WANDS Live Tour 2023」各公演のリハーサル見学に招待                           | 福岡、大阪、宮城、北海道、愛知、東京の各公演毎に5人。別途参加希望公演の「WANDS Live Tour 2023」のライブチケットが必要。 | [ 12 ] [ 14 ] |
| ポスター賞     | シングル「RAISE INSIGHT」メンバー直筆サイン入りポスター                        | 10人。 | [ 12 ] [ 14 ] |

本作とLIVE Blu-rayのリリースを記念して、2023年5月16日より一部の店舗にてミニパネルが展示された。サイズや設置実施期間は店舗ごとに異なる。対象店舗で本作とLIVE Blu-rayを購入すると、展示していたミニパネルが抽選でプレゼントされる。また、本作かLIVE blu-rayのいずれかの購入すると、ロゴとサインが入ったレシートが発行される企画が全国のタワーレコードにて施策された。こちらは5月16日から5月31日までの期間。
| 地域   | 対象店舗                         | 出典   |
| ------ | -------------------------------- | ------ |
| 東京都 | タワーレコード渋谷店             | [ 15 ] |
| 東京都 | タワーレコード新宿店             | [ 15 ] |
| 東京都 | タワーレコード町田店             | [ 15 ] |
| 東京都 | SHIBUYA TSUTAYA                  | [ 15 ] |
| 愛知県 | タワーレコード名古屋近鉄パッセ店 | [ 15 ] |
| 愛知県 | タワーレコード名古屋パルコ店     | [ 15 ] |
| 大阪府 | タワーレコード梅田NU茶屋町店     | [ 15 ] |
| 大阪府 | タワーレコードあべのHOOP店       | [ 15 ] |
| 福岡県 | タワーレコード福岡パルコ店       | [ 15 ] |

## プロモーション
2023年4月15日に、WANDSの新たな公式SNSアカウントとして「TikTok」のアカウントが開設され、本楽曲のTV-SIZE ver.の他、「世界が終るまでは… [WANDS 第5期 ver.]」「愛を叫びたい」が公式に使用出来るよう公開された。

## アートワーク
シングルは名探偵コナン盤と通常盤の2形態である。
名探偵コナン盤のジャケットは今作用に描き下ろされたものであり、『名探偵コナン』の江戸川コナンの凛々しい表情と、そのメガネに映る形で毛利蘭の姿が描かれている。
| 担当       | スタッフ                                    | 出典   |
| ---------- | ------------------------------------------- | ------ |
| 作画監督   | 須藤昌朋                                    | [ 20 ] |
| レイアウト | 山本泰一郎                                  | [ 20 ] |
| 原画       | 高橋成之                                    | [ 20 ] |
| 仕上げ     | 妻鹿真琴                                    | [ 20 ] |
| 背景       | 堤谷奈津子（Y.A.P. (有)石垣プロダクション） | [ 20 ] |

## シングル収録曲
| #         | タイトル                        | 作詞      | 作曲      | 編曲      | 時間 |
| --------- | ------------------------------- | --------- | --------- | --------- | ---- |
| 1.        | 「RAISE INSIGHT」               | 上原大史  | 柴崎浩    | 柴崎浩    | 3:18 |
| 2.        | 「RAISE INSIGHT」(TV-SIZE ver.) |           |           |           | 1:56 |
| 合計時間: | 合計時間:                       | 合計時間: | 合計時間: | 合計時間: | 5:14 |

| #         | タイトル                                | 作詞 | 作曲・編曲 | 時間 |
| --------- | --------------------------------------- | ---- | ---------- | ---- |
| 1.        | 「真っ赤なLip」(ノンクレジットOP映像)   |      |            | 2:04 |
| 2.        | 「YURA YURA」(ノンクレジットOP映像)     |      |            | 1:57 |
| 3.        | 「RAISE INSIGHT」(ノンクレジットOP映像) |      |            | 1:57 |
| 合計時間: | 合計時間:                               | 5:58 |            |      |

| #         | タイトル                     | 作詞 | 作曲・編曲 | 時間 |
| --------- | ---------------------------- | ---- | ---------- | ---- |
| 1.        | 「RAISE INSIGHT」            |      |            | 3:18 |
| 2.        | 「RAISE INSIGHT」(OFF VOCAL) |      |            | 3:18 |
| 合計時間: | 合計時間:                    | 6:36 |            |      |

| #         | タイトル         | 作詞  | 作曲・編曲 | 時間 |
| --------- | ---------------- | ----- | ---------- | ---- |
| 1.        | 「Burning Free」 |       |            | 3:57 |
| 2.        | 「真っ赤なLip」  |       |            | 4:48 |
| 3.        | 「愛を叫びたい」 |       |            | 4:34 |
| 合計時間: | 合計時間:        | 13:19 |            |      |

| 特典内容                                                                              | 出典          |
| ------------------------------------------------------------------------------------- | ------------- |
| Live Blu-ray「WANDS Live Tour 2022 〜FIRST ACT 5th period〜」との連動特典応募シリアル | [ 20 ] [ 21 ] |
| 「WANDS Live Tour 2023」チケット先行申込URL                                           | [ 20 ] [ 21 ] |

## 楽曲解説
上原は本楽曲の制作について、良い意味で過去を意識することなく、令和のバンドとしてカッコいい曲を作ったと語った。柴崎は、自分の中では昔からカッコいいことをやりたいという感覚で曲を制作しており、本楽曲もその例に漏れず「今、こういう曲をやりたい」という感覚で作ったと語った。

### タイアップに関して
柴崎は、『名探偵コナン』とのタイアップにあたり、曲やアレンジに関してアニメ制作側から特にリクエストはなかったものの、実際のオープニング映像を見て、曲や歌詞が一致していたことに驚いたと語った。
上原は、キーワード的なものを用いずに歌詞を書いたが、書いていく中で歌のテーマが見えてきたと語った。また、一部コナンに合わせて調整した箇所はあるが、偶然にもコナンのオープニングにぴったりな内容になっており、映像が楽曲に合わせてくれたようでありがたいと思ったという。

### 曲
柴崎は、今回で3曲目となるコナンとのタイアップは、アップテンポの曲にしようと考えていた。オープニングテーマであることはあまり意識せず、上原が歌ってカッコいいメロディーを見つけることに集中したと語った。
最初にイントロのフレーズを思いつき、それから次にどんなビートやギターやシンセがカッコいいか、そしてどんなメロディーが欲しいかを考えるなど、時系列に沿って「次にどこに進みたいか」という感覚で作曲を進めたと語った。そして、ワンコーラス分のアレンジが7割ほどできたものを上原に渡したと明かした。
上原は、これをとても今っぽい曲だと感じたという。スタイリッシュでオシャレな雰囲気でありながら、暑苦しくないカッコいいロックで、本楽曲を「現代のJ-POPを感じさせる曲」であるとした。
柴崎は、「He overcame〜」の部分のメロディーは上原に任せたことを明かした。アレンジ段階で仮のメロディーは入れていたが、それとは違う歌詞に合うものを頼んだ結果、同じフレーズを繰り返すところを少し変更し、上原が自主的にフェイクを入れたものが出来上がったという。
上原は、この曲はグルーヴが重要で、流れるようにリズムに乗ることが歌唱のコツとしている。柴崎は、グルーヴの観点からいえば音符の長さも重要で、「寄り道して行こうぜ」の箇所であれば、全ての音を均等に伸ばすのではなく、少し切ることを意識すれば歌にグルーヴが出るとしている。また、落ちサビに唐突にファルセットが出てくるのが難しいとも語った。
キーボードの木村真也は本楽曲の制作の間は活動を休止しているが、柴崎はWANDSというユニットにはキーボードがいるので「この曲は頭の中でピアノが鳴ったから入れよう」と感じ、鍵盤がフィーチャーされた。後半のピアノ攻めに関し、上原は、印象的でオシャレなロックであるとし、柴崎も客観的に良い混ざり具合になったと語った。

### 歌詞
上原は、普段からフレーズのストックはしているが、使おうとすると言葉を無理にはめ込んだ感じになるため実際にはあまり使わないという。今回も最初から新たに書き始めたが、「He overcame〜」というフレーズには1 - 2日かかったなど、英語のフレーズに少し苦労したことを明かした。
上原は幼少期より洋楽を嗜んできたこともあり、洋楽のようなノリで日本語の歌詞を歌うと歌唱力を発揮しやすいと語った。そのような背景もあり、柴崎は英詞の箇所をメロディーごと上原に頼んだ。
歌詞の示す時代性として、上原は「今は『気合いだ』みたいな時代じゃない」とし、「がむしゃらにやるよりも、ヴィジョンを持つ意識に磨きをかけながら気楽にやっていくほうがいい未来に辿り着ける」のではないかとイメージを膨らませた。そのイメージから本楽曲のメインテーマとして、大事なものがわかっていたら寄り道してもいつか辿り着ける、という答えを導き出したと語った。

## ミュージック・ビデオ
本楽曲のミュージック・ビデオは、ダウンロードとストリーミングによる先行配信開始と同じく4月29日に公式YouTubeチャンネルにて公開された。
撮影は2023年の4月上旬に静岡県熱海市にあるMOA美術館で行われた。入口から美術館本館まで高低差60メートルという特徴的な場所での撮影で、メンバーおよびスタッフも新鮮な気持ちだっという。
MVは、本作が収録されている2023年8月30日リリースの7thアルバム「Version 5.0」の初回限定盤 Aの特典Blu-rayに収録された。
| 担当               | スタッフ                       | 出典          |
| ------------------ | ------------------------------ | ------------- |
| MV監督             | 大野剛史（ハイラインスタジオ） | [ 動画 1 ]    |
| 撮影監督           | 松井直之（SPICE）              | [ 動画 1 ]    |
| 照明監督           | 杉山泰則（S-LIGHT）            | [ 動画 1 ]    |
| 映像プロデューサー | 笠原隼人（YUMTHEBIT）          | [ 動画 1 ]    |
| 撮影地             | MOA美術館                      | [ 26 ] [ 27 ] |

MVのメイキング映像は、アルバム「Version 5.0」の通常盤に封入されている購入特典のシリアルナンバーを用いて視聴することができる。視聴の期間は2023年8月29日から11月28日まで。

## テレビ出演
| 番組名      | 日付          | 放送局 | 演奏曲                                             | 出典   |
| ----------- | ------------- | ------ | -------------------------------------------------- | ------ |
| Anison Days | 2024年1月12日 | BS11   | RAISE INSIGHT 世界が終るまでは… [WANDS 第5期 ver.] | [ 30 ] |

## 成績
シングル『RAISE INSIGHT』は、Billboard JAPANの2023年5月10日付「Download Songs」では初登場32位、5月24日付「Top Singles Sales」では、4,105枚の売上により初登場15位を記録した。
オリコンチャートの2023年5月29日付「週間シングルランキング」では、発売初週で5,342枚の売上により初登場9位、「週間ROCKシングルランキング」では初登場2位を記録した。また、同年5月度の「月間シングルランキング」では、5,767枚の売上により第48位、同年同月の「ROCKシングルランキング」では第3位を記録した。
| 週間チャート                        | 最高順位 | 出典  |
| ----------------------------------- | -------- | ----- |
| Billboard Japan Download Songs      | 32       | [ 1 ] |
| Billboard Japan Top Singles Sales   | 15       | [ 2 ] |
| オリコン 週間シングルランキング     | 9        | [ 3 ] |
| オリコン 週間ROCKシングルランキング | 2        | [ 5 ] |

| 月間チャート                        | 最高順位 | 出典  |
| ----------------------------------- | -------- | ----- |
| オリコン 月間シングルランキング     | 48       | [ 4 ] |
| オリコン 月間ROCKシングルランキング | 3        | [ 6 ] |

歌詞検索サービス「歌ネット」による5月11日付の歌ネット注目度ランキングでは、第7位を記録した。

## 収録アルバム
- 『Version 5.0』（#1）
  - 初回限定盤 Aの特典blu-rayにMVが収録されている。